# Хосе-Клементе-Пас (округ)
Округ Хосе-Клементе-Пас (ісп. José C. Paz) — адміністративно-територіальна одиниця 2-ого рівня у провінції Буенос-Айрес в центральній Аргентині. Адміністративний центр округу — Хосе-Клементе-Пас (ісп. José C. Paz).
Населення округу становить 265981 особу (2010). Площа — 50 кв. км.

## Історія
Округ заснований у 1994 році.

## Населення
У 2010 році населення становило 265981 особу. З них чоловіків — 81188, жінок — 86636.

## Політика
Округ належить до 1-ого виборчого сектору провінції Буенос-Айрес.